# Richard Schayer
Ernest Richard Schayer (* 13. Dezember 1880 in Washington, D.C.; † 13. März 1956 in Los Angeles, Kalifornien, Vereinigte Staaten) war ein US-amerikanischer Drehbuchautor.

## Leben
Der Sohn der auf Kurzgeschichten spezialisierten Schriftstellerin Julia Schayer (1842–1928) studierte zu Beginn des 20. Jahrhunderts an der Georgetown University und besuchte anschließend die American Academy of Dramatic Arts, ehe er eine Schauspieler-Laufbahn einschlug. Er trat zunächst an Repertoirebühnen in der Provinz auf, wechselte aber noch vor Ausbruch des Ersten Weltkriegs zum Journalismus und arbeitete als Reporter bei mehreren Tageszeitung in New York, Washington und Chicago. 1917/18 eingezogen, übersiedelte Schayer nach seiner Entlassung aus dem Kriegsdienst nach Los Angeles und fand 1920 beim Film Beschäftigung als Drehbuchautor.
In nur zehn Jahren beteiligte sich Richard Schayer an einer Fülle von Manuskripten für Stummfilme der unterschiedlichsten Genres: Dramen wie Greta Garbos Wilde Orchideen, Abenteuerstoffe und immer wieder Komödien, darunter auch den einen oder anderen Buster-Keaton-Klassiker, allen voran Buster, der Filmreporter ("The Cameraman"). Mit Anbruch des Tonfilm-Zeitalters konnte Schayer nur noch sporadisch Drehbuchaufträge ergattern, gleich zu Beginn dieser Ära entwickelte er 1929 das Treatment zu King Vidors Klassiker Hallelujah. 1931 bearbeitete Richard Schayer das Drehbuch zu dem legendären Frankenstein-Film mit Boris Karloff, im Jahr darauf lieferte er die Story zu Karloffs Die Mumie. Zuletzt schrieb Schayer fast nur noch für B-Western mit George Montgomery und Abenteuergeschichten. Nach seinem Tod setzte man Anfang der 60er Jahre noch diverse bislang unverfilmte Vorlagen Schayers um, zuletzt 1962 in England den Mythenstoff Lancelot, der verwegene Ritter.

## Filme
- 1916: Sudden Riches
- 1918: The One Woman
- 1919: The Westerners
- 1919: Flame of the Desert
- 1919: The Dragon Painter
- 1919: The Tong Man
- 1920: Li Ting Lang
- 1920: The Woman in Room 13
- 1920: An Arabian Knight
- 1921: The Killer
- 1921: The Spenders
- 1921: Black Roses
- 1922: The Gray Dawn
- 1922: My Dad
- 1923: Wildwestbanditen (The Ramblin’ Kid)
- 1923: The Victor
- 1923: The Thrill Chaser
- 1924: Hoot Gibson, der Rächer der Berge (The Ridin’ Kid from Powder River)
- 1924: The Dangerous Flirt
- 1924: The Sawdust Trail
- 1924: Silk Stocking Sal
- 1925: The Hurricane Kid
- 1925: The Man in Blue
- 1926: Brand im Osten (Tell It to the Marines)
- 1926: The Unknown Soldier
- 1926: The Terror
- 1927: On Ze Boulevard
- 1927: Zirkus-Babys (Circus Rookies)
- 1928: Pflicht und Liebe (Across to Singapore)
- 1928: Die brennende Prärie (The Law of the Range)
- 1928: Die Komödiantin (The Actress)
- 1928: Buster Keaton, der Filmreporter (The Cameraman)
- 1928: Die fliegende Flotte (The Flying Fleet)
- 1929: Wilde Orchideen (Wild Orchids)
- 1929: Trotzheirat (Spite Marriage)
- 1929: Der weiße Tiger (Where East is East)
- 1929: Der jüngste Leutnant (Devil-May-Care)
- 1930: Buster rutscht ins Filmland (Free and Easy)
- 1930: Der brave Soldat Elmer (Doughboys)
- 1930: Trader Horn
- 1931: Just a Gigolo
- 1931: Intimitäten (Private Lives)
- 1931: Der Mannsteufel (A House Divided) (Chefdramaturg)
- 1932: Night World
- 1932: Tom rechnet ab (Destry Rides Again)
- 1932: Cocktail Hour
- 1932: Die Mumie (The Mummy)
- 1933: The Meanest Gal in Town
- 1935: The Winning Ticket
- 1936: Dangerous Waters
- 1936: Drei kleine Gangster (The Devil is a Sissy)
- 1948: Schwarze Pfeile (The Black Arrow)
- 1949: Graf Cagliostro (Black Magic)
- 1950: Auf dem Kriegspfad (Davy Crockett, Indian Scout)
- 1950: Auf Winnetous Spuren (The Iroquois Trail)
- 1950: Kim – Geheimdienst in Indien (Kim)
- 1951: Burg der Rache (Lorna Doone)
- 1951: Grenzpolizei in Texas (The Texas Rangers)
- 1951: Teufel der weißen Berge (Indian Uprising)
- 1952: Zwei räumen auf (Cripple Creek)
- 1952: Banditen von Korsika (The Bandits of Corsica)
- 1953: Überfall in Texas (Gun Belt)
- 1953: Spur in die Wüste (The Steel Lady)
- 1953: Gegen Terror und Banditen (The Lone Gun)
- 1955: Unbesiegt (Top Gun)
- 1956: Revolvermänner (Gun Brothers)
- 1960: Reiter der Vergeltung (Five Guns to Tombstone)
- 1961: Gun Fight
- 1962: Lancelot, der verwegene Ritter (Lancelot and Guinevere)